# Col·legi Carles III
El Col·legi Carles III és una escola de la Ràpita (Montsià), inclòs a l'Inventari del Patrimoni Arquitectònic de Catalunya.

## Descripció
L'edifici és de planta rectangular, a la planta baixa té una porta central a la qual s'accedeix per mitjà d'una escala feta amb carreus de pedra i barana per salvar el desnivell amb la part de baix. Aquesta planta i el primer pis estan separats per una petita motllura horitzontal.
La façana està separada amb fileres de carreus ben devastats, com si es tractés de pilastres.
Totes les finestres estan envoltades per una ratlla de color a manera de motllura.
A prop del començament de la teulada hi ha una altra motllura horitzontal.
La part inferior de l'edifici està feta amb grans carreus que es fan més petits a mesura que puja la paret.

## Història
L'any 1927, el dia 14 d'octubre, l'alcalde, Ramon Duch i Castellà, firmà un contracte de préstec amb el Crèdit Local d'Espanya per abonar a l'Estat l'aportació per a les obres de construcció de dos grups escolars, per a nens i per a nenes, a la primera i segona planta del mateix edifici.
El pressupost extraordinari havia estat aprovat per la Corporació Municipal el 3 d'abril de 1927.
El funcionament del grup es va iniciar el mes de gener de 1932, amb tres professors -Sr. Baró, Sr. Domènech i Enric Parramon- i tres professores, una d'elles dita D. Teresita.
Inicialment cada escola tenia tres aules, una biblioteca, una sala del director, un gabinet de ciències i un guarda-roba. La dotació del mobiliari no arriba fins a l'any 1935.
A principis de segle ja existia a la Ràpita l'educació pública amb dos centres: "Escola Nacional de Graduades" i "Escola Nacional del Pòsit Marítim", a més de l'ensenyament privat, a mans del "Col·legi de la Sagrada Família", les "Carmelites descalces" i l'"Acadèmia".
Durant la Guerra Civil les escoles foren habilitades com a hospitals.
Actualment és un Centre d'Ensenyament Infantil i Primària amb tres línies i 700 alumnes.